# Angie
Angie（アンジー）は、日本の女性ファッションモデル、タレント。所属事務所はボン・イマージュ。

## 来歴・人物
父は日本人、母はスペイン系フィリピン人。日本語、英語を話すことができる。
- 特技： バドミントン
- 趣味： タヒチアンダンス・旅行

## 出演

### CM
- アサヒフーズ&ヘルスケア「MINTIA」
- ZOZOTOWN
- 軽井沢プリンスショッピングプラザ

### 広告
- ワコール「AMPHI」シーズンビジュアル
- ワコール「COOKIE fortune LOVE」シーズンビジュアル
- コンバース2012FW シーズンビジュアル
- メイベリンニューヨーク VP
- オリンパス「OLYMPUS PEN」
- メガネトップ「ALOOK」
- 三愛「水着楽園」
- ムラサキスポーツ「MIZUGI Collection」
- 大丸心斎橋店
- イオン「イオンレイクタウン」、
- オンワード樫山「FORSTE」
- ピーチジョン「PJ」

他

### 雑誌
- Gina
- anan
- GISELe
- Soup.
- BAILA
- VoCE
- MAQUIA
- non-no
- ゼクシィ

他

### 映像
- TRIPLANE「君ドロップス」 PV（2010年）
- 斎藤和義「Don't worry Don't happy」 PV（2009年）